# Сауди (Баия)
Сауди (порт. Saúde)  —  муниципалитет в Бразилии, входит в штат Баия. Составная часть мезорегиона Северо-центральная часть штата Баия. Входит в экономико-статистический микрорегион Жакобина. Население составляет 11 560 человек на 2006 год. Занимает площадь 500 км². Плотность населения — 23,12 чел./км².
Праздник города —  6 июля.

## Статистика
- Валовой внутренний продукт на 2003 год составляет 20 820 891,00 реалов (данные: Бразильский институт географии и статистики).
- Валовой внутренний продукт на душу населения на 2003 год составляет 1806,27 реалов (данные: Бразильский институт географии и статистики).
- Индекс развития человеческого потенциала на 2000 год составляет 0,616 (данные: Программа развития ООН).